# 全球華語歌曲排行榜
全球華語歌曲排行榜（英語：Global Chinese Music Chart），简称“全球榜”，是由北京音乐广播与广东、上海、新加坡、马来西亚等地电台联合创办的华语流行音乐排行榜，成立于2000年，是中国大陆首个全球性的华语音乐广播节目，曾于2001年至2019年举办年度颁奖典礼。目前，该节目于每周六日9:00-11:00在北京音乐广播播出。

## 历史
《全球华语歌曲排行榜》前身是1994年由北京音乐广播、广东人民广播电台、香港电台合办的《京粤港普通话歌曲群英会》（后改名《京粤港歌曲排行榜》），2000年9月30日，北京音乐广播联合香港電台、广东人民广播电台、上海东方广播电台音乐频率（動感101）、台湾HitFM联播网（2009年退出）、新加坡YES 933、马来西亚988电台共同推出《全球华语歌曲排行榜》，每周从各地电台推荐歌曲中评选出15首每周上榜歌曲，由各地电台根据榜单制作数榜节目，《全球华语歌曲排行榜》曾每年举办一次年度颁奖典礼，由7家电台轮流主办，2020年起停办。

## 播出時間
- 北京音乐广播：每周六日9:00-11:00
- 上海動感101：每週六20:00~21:00（已停播）
- 广东电台珠江经济台：每周六15:30-17:00→广东电台音乐之声：每周六18:00-19:00（已停播）
- 香港電台普通話台：每週六14:00~15:00（已停播）
- 新加坡YES 933：每週五20:00~21:00（已停播）
- 馬來西亞988電台：每週六14:30~15:00（已停播）

## 年度颁奖典礼

### 举办地点
| 歷屆資料 | 歷屆資料       | 歷屆資料                            | 歷屆資料         |
| 屆       | 日期           | 地點                                | 值班理事台       |
| -------- | -------------- | ----------------------------------- | ---------------- |
| 1        | 2001年9月28日  | 中國大陸北京 首都體育館             | 北京電台音樂台   |
| 2        | 2002年8月30日  | 中國大陸廣州 天河體育館             | 廣東電台         |
| 3        | 2003年9月19日  | 中國大陸上海 上海體育館             | 上海東方廣播電台 |
| 4        | 2004年9月4日   | 台灣台北 台大綜合體育館             | HitFM聯播網      |
| 5        | 2005年9月3日   | 馬來西亞吉隆坡 布特拉室內體育館     | 馬來西亞988电台  |
| 6        | 2006年10月28日 | 新加坡 新加坡室内体育馆             | 新加坡 YES 933   |
| 7        | 2007年10月7日  | 香港 香港體育館                     | 香港電台         |
| 8        | 2008年10月29日 | 香港 香港電台1號錄音室              | 香港電台         |
| 9        | 2009年11月19日 | 中國大陸北京 北展劇場               | 北京電台音樂台   |
| 10       | 2010年12月6日  | 香港 -                              | 香港電台         |
| 11       | 2011年11月15日 | 上海 上海SMP滑板公園                | 上海東方廣播電台 |
| 12       | 2012年11月2日  | 新加坡 新加坡室内体育馆             | 新加坡 YES 933   |
| 13       | 2013年10月5日  | 馬來西亞吉隆坡 布特拉室內體育館     | 馬來西亞988電台  |
| 14       | 2014年12月13日 | 中國大陸廣州 广东广播电视台演播大厅 | 廣東電台         |
| 15       | 2015年11月6日  | 新加坡 新達城新加坡國際會議展覽中心 | 新加坡 YES 933   |
| 16       | 2016年10月19日 | 香港 香港電台錄音室                 | 香港電台         |
| 17       | 2017年         |                                     | 馬來西亞988電台  |
| 18       | 2018年12月29日 |                                     | 北京電台音樂台   |
| 19       | 2019年         |                                     | 北京電台音樂台   |

### 主要獎項
| 1／2001  | －     | －     | 張學友 | 王菲   | 李玟         |
| 2／2002  | 劉德華 | 孫燕姿 | －     | －     | 黎明         |
| 3／2003  | 劉德華 | 孫燕姿 | －     | －     | 陶喆         |
| 4／2004  | 周杰倫 | 孫燕姿 | －     | －     | 蔡依林       |
| 5／2005  | 王力宏 | 蔡依林 | －     | －     | 容祖兒       |
| 6／2006  | 劉德華 | 孫燕姿 | 陳奕迅 | 容祖兒 | 李宇春       |
| 7／2007  | 陳奕迅 | 孫燕姿 | 陶喆   | 容祖兒 | 李宇春、羽泉 |
| 8／2008  | 羅志祥 | 蔡依林 | 陳奕迅 | 容祖兒 | 曹格、蔡健雅 |
| 9／2009  | 林俊傑 | 李宇春 | 陳奕迅 | 容祖兒 | 周筆暢       |
| 10／2010 | 陳奕迅 | 容祖兒 | 林俊傑 | 張靚穎 | 方大同       |
| 11／2011 | 吳克群 | 容祖兒 | 光良   | 張惠妹 | Twins        |
| 12／2012 | 羅志祥 | 容祖兒 | 陈奕迅 | 蔡健雅 | Twins        |
| 13／2013 | 光良   | 容祖兒 | 曹格   | 戴佩妮 | 林峯         |
| 14／2014 | 張智霖 | 容祖兒 | 張敬軒 | 薛凱琪 | 張敬軒       |
| 15／2015 | 吳克群 | 蔡依林 | 张杰   | 謝安琪 | 品冠         |
| 16／2016 | 薛之謙 | 鄧紫棋 | 張敬軒 | 田馥甄 | 鄧紫棋       |
| 17／2017 | 陈奕迅 | 鄧紫棋 | 林俊杰 | 戴佩妮 | －           |
| 18／2018 | 林俊傑 | 容祖兒 | 陈奕迅 | 李幸倪 | －           |
| 19／2019 | 薛之謙 | 李宇春 | 张杰   | 鄧紫棋 | －           |

### 地區傑出歌手獎項
| 2／2002  | 陳琳     | 魏雪漫   | 靈威組合 | 容祖兒    | 周杰伦     | 孫燕姿 | 戴佩妮     |
| 3／2003  | 樸樹     | 張敬軒   | 胡彥斌   | 李克勤    | 周杰伦     | 孫燕姿 | 梁靜茹     |
| 4／2004  | 孫楠     | 張敬軒   | 胡彥斌   | 李克勤    | 周杰伦     | 孫燕姿 | 戴佩妮     |
| 5／2005  | 滿江     | 張敬軒   | 胡彥斌   | 陳奕迅    | 周杰伦     | 林俊傑 | 光良       |
| 6／2006  | 水木年華 | 周筆暢   | 胡彥斌   | 劉德華    | 蔡依林     | 孫燕姿 | 曹格       |
| 7／2007  | 張靚穎   | 周筆暢   | 胡彥斌   | 衛蘭      | 羅志祥     | 孫燕姿 | 曹格       |
| 8／2008  | 羽·泉    | 俞灝明   | 胡彥斌   | 謝安琪    | 蔡依林     | 蔡健雅 | 曹格       |
| 9／2009  | 張靚穎   | 周筆暢   | 蒲巴甲   | 陳柏宇    | 蘇打綠     | 林俊傑 | Manhand    |
| 10／2010 | 張靚穎   | 張敬軒   | 黃齡     | 鄧紫棋    | －         | 林俊傑 | 方炯鑌     |
| 11／2011 | 蘇醒     | 劉惜君   | 薛之謙   | 容祖兒    | 吳克群     | 何維健 | 宇珩       |
| 12／2012 | 曲婉婷   | 东山少爷 | 胡彦斌   | 薛凯琪    | 杨宗纬     | 王儷婷 | 伍家辉     |
| 13／2013 | 胡夏     | 周筆暢   | 薛之謙   | 謝安琪    | 潘瑋柏     | 何維健 | 李幸倪     |
| 14／2014 | 关喆     | 黎冰冰   | 李祥祥   | 许廷铿    | 江美琪     | 潘嘉丽 | 溫力銘     |
| 15／2015 | 王錚亮   | 東山少爺 | 霍尊     | 馮允謙    | MP魔幻力量 | 王儷婷 | 光良       |
| 16／2016 | 李榮浩   | 東山少爺 | 薛之謙   | 林峯      | 林宥嘉     | 林俊傑 | 李欣怡     |
| 17／2017 | 张靓颖   | 東山少爺 | 胡彦斌   | 江海迦    | －         | 林俊傑 | 李幸倪     |
| 18／2018 | 袁娅维   | 王子健   | 胡彦斌   | 王灝兒    | －         | -      | 光良       |
| 19／2019 | 谭维维   | 阿细     | 周深     | Dear Jane | －         | -      | Mad August |

## 外部連結
- 北京音乐台
- 广东电台音樂之聲
- 全球華語歌曲排行榜（页面存档备份，存于）（香港電台普通話台）
- 上海东方电台
- 新加坡YES933（页面存档备份，存于）
- 马来西亚988（页面存档备份，存于）